# Thị trường tự do
Thị trường tự do là một thị trường mà không có sự can thiệp kinh tế và quy định của nhà nước, ngoại trừ việc thực thi các hợp đồng tư nhân và quyền sở hữu tài sản. Thị trường tự do ngược lại với thị trường có kiểm soát, trong đó nhà nước trực tiếp quy định hàng hoá, dịch vụ và lao động có thể được sử dụng, định giá giá cả, hoặc phân phối như thế nào, hơn là dựa vào cơ chế sở hữu tư nhân. Những người ủng hộ thị trường tự do về mặt truyền thống xem thuật ngữ này ngụ ý rằng các phương tiện sản xuất là thuộc tư nhân, không phải thuộc kiểm soát của nhà nước. Đây là cách sử dụng đương đại cụm từ "thị trường tự do" bởi các nhà kinh tế và văn hóa đại chúng; thuật ngữ này trong lịch sử đã có các cách sử dụng khác.
Một nền kinh tế thị trường tự do là một nền kinh tế nơi mà tất cả các thị trường bên trong nó không được kiểm soát bởi các bên khác hơn so với những người tham gia trên thị trường. Ở dạng thuần khiết nhất của nó chính phủ đóng một vai trò trung lập trong việc quản lý và điều ban hành pháp luật về hoạt động kinh tế không giới hạn và cũng không tích cực thúc đẩy nó (ví dụ như điều tiết các ngành công nghiệp cũng như trợ cấp cung cấp cho các doanh nghiệp cho phép một mình bảo vệ họ khỏi áp lực thị trường nội / ngoại). Một nền kinh tế như vậy dưới hình thức cực đoan nhất của nó không tồn tại trong nền kinh tế phát triển, tuy nhiên những nỗ lực tự do hóa nền kinh tế hoặc nỗ lực làm cho nó "tự do hơn" để hạn chế vai trò của chính phủ theo cách như vậy. Hiện tại, thị trường tự do dạng thuần khiết nhất tồn tại trong tự nhiên là thị trường tiền mã hóa Bitcoin - là một dạng tài sản mà chính phủ không thể kiếm soát được và được tự do trao đổi trên phạm vi toàn cầu.
Lý thuyết này cho rằng trong một thị trường lý tưởng tự do, quyền sở hữu được trao đổi một cách tự nguyện trao đổi ở một mức giá được thỏa thuận chỉ bằng sự đồng ý lẫn nhau của người bán và người mua. Theo định nghĩa, người mua và người bán không ép buộc lẫn nhau, theo nghĩa là họ có được quyền sở hữu của nhau mà không sử dụng vũ lực, đe dọa của lực lượng vật chất, hoặc gian lận, cũng không phải là họ bị cưỡng chế do bên thứ ba (như của chính phủ thông qua các khoản thanh toán chuyển giao) và họ tham gia vào thương mại đơn giản chỉ vì họ đều đồng ý và tin rằng những gì họ đang nhận được là giá trị nhiều hơn hoặc càng nhiều càng tốt những gì họ bỏ đi. Giá là kết quả của các quyết định mua bán hàng loạt như được mô tả bởi các lý thuyết về cung và cầu.